# Etiopia
Etiopia (gî'îz: ኢትዮጵያ, transliterat ʾĪtyōṗṗyā), oficial Republica Federală Democratică a Etiopiei, este un stat fără ieșire la mare situat în Cornul Africii. Se învecinează cu Eritreea la nord, cu Sudanul de Sud și Sudan la vest, Kenya la sud, Somalia la est și Djibouti la nord-est.

## Istorie
Articol principal: Istoria Etiopiei
Nașterea mitică a Etiopiei datează din perioada legendarului Rege Solomon al Israelului și al Reginei din Saba: fiul lor Menelik I inaugurează o dinastie de împărați etiopieni care s-a continuat până târziu, în sec. XX. În partea cea mai bine documentată din istorie, originile Etiopiei ca entitate politică apar în timpul regatului Axum, care deja exista în secolul II î.Hr. Secolul IV d.Hr. este marcat de introducerea creștinismului. După înfrângerea de la Mecca în bătălia din anul 570 contra arabilor se manifestă decăderea puternicului regat. Între secolele XV și XVI s-a recucerit teritoriul.
În 1855 un șef energic, pe nume Kassa, a unificat țara și s-a încoronat împărat. În ultima parte a secolului XIX pătrunderea italiană în Etiopia (numită pe atunci Abisinia), care a colonizat teritoriul etiopian cu ieșire la Marea Roșie, o colonie care apoi se va numi Eritreea. Totuși, un lucru nou până atunci, etiopienii au rezistat colonizării italiene prin mijloace militare, în plină epocă colonială în Africa, a culminat cu bătălia de la Adua în 1896, în care Etiopia a unit etniile, reușind ca trupe sub comanda împăratului Menelik al II-lea să-i învingă și să-i expulzeze pe italieni, într-o epocă de convingeri rasiste, când domina ideea că nici o națiune de negri nu putea să înfrângă o națiune de albi.
În 1935, Italia, sub dictatorul fascist Benito Mussolini, a invadat din nou Etiopia și la 5 mai 1936 a cucerit capitala forțându-l pe împăratul Haile Selassie să se refugieze. Forțele italiene au început ocuparea țării, folosind Iperită sau gaz muștar contra populației civile și alte crime de război. În 1937 rezistența etiopiană a pus la cale un atentat contra unui guvernator militar; acesta a reacționat masacrând treizeci de mii de etiopieni.

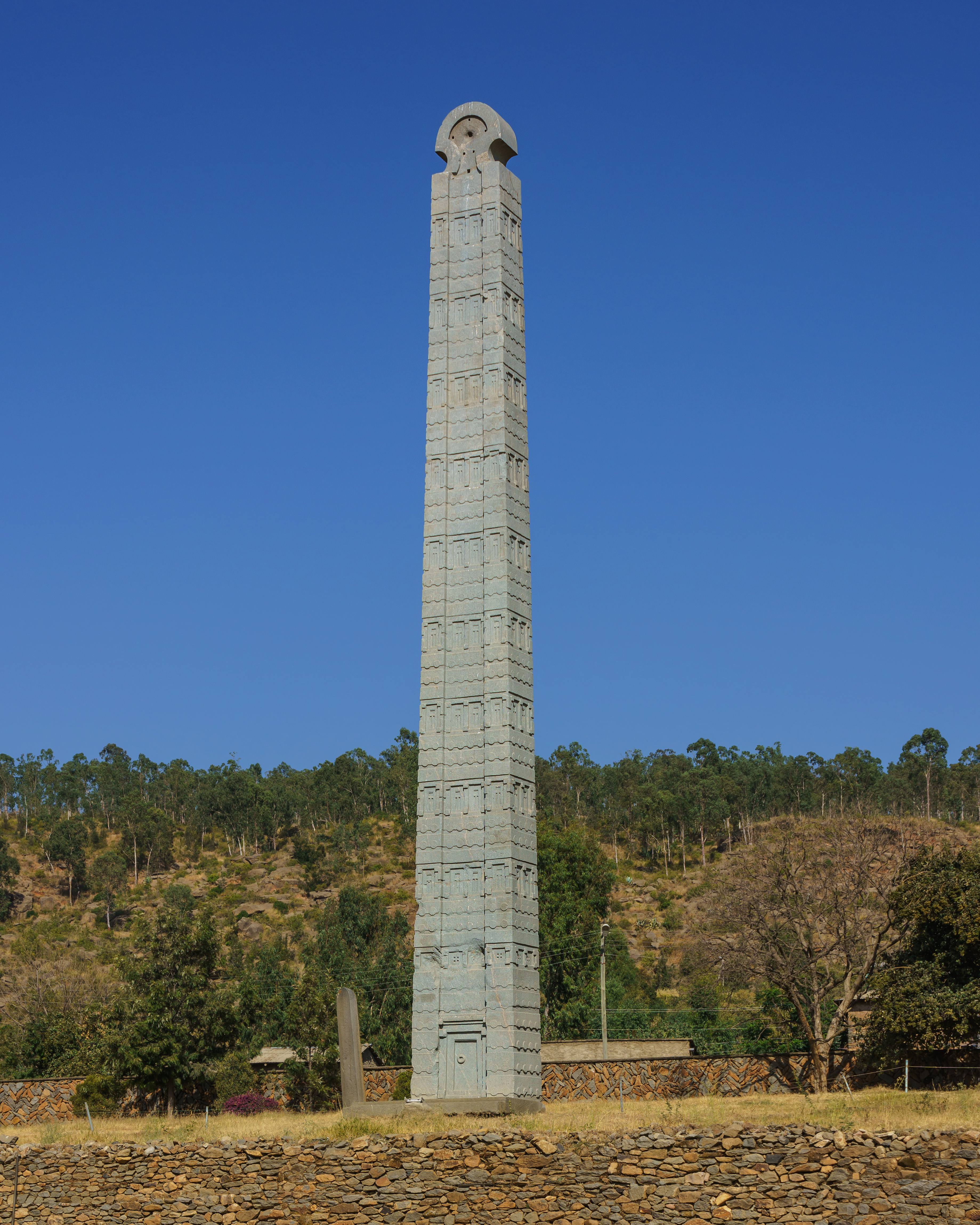
Obeliscul din Aksum

La 6 aprilie 1941, trupele britanice, însoțite de patrioți etiopieni, au eliberat capitala Addis Abeba. În 1952 ONU a aprobat Federația Etiopiană și Eritreea, transformată în provincie mai târziu. În 1974, o lovitură militară l-a debarcat pe împăratul  Haile Selassie (Ras Tafari). În 1977, altă lovitură de stat a orientat noua putere spre orbita sovietică, transformându-se în cel mai fidel aliat al URSS în Africa.
Până în 1991 șeful statului, al guvernului și secretarul Partidului Muncitorilor a fost colonelul Haile Mariam Mengistu, astăzi judecat în contumacie pentru crime împotriva umanității, acuzat de folosirea foametei ca armă. În mai 1991,  Meles Zenawi împreună cu Frontul Democratic Revoluționar al Poporului Etiopian, aliat cu mișcarea pentru independență din Eritreea, a obținut victoria militară împotriva lui Mengistu și s-a proclamat președinte.
În 1993 se separă Eritreea printr-un referendum. Cu această independență Etiopia pierdea ieșirea la mare, în schimb avea pacea și menținea bune relații cu vecinii si deplin acces la porturile din Eritreea. Sub Meles Zenawi se inițiază o perioadă de reforme politice și sociale care duc la abandonarea regimului marxist, se incorporează la FMI și la Banca Mondială stabilizarea țării în 1995 cu alegeri, care totuși sunt boicotate de opoziție și o constituție democratică. Un nou război cu Eritreea, 1997-2000, pe o presupusă dispută de frontieră, menținând total separate popoarele etiopian și eritreean, care sunt legate cultural, istoric. Oprirea ostilităților s-a produs după o victorie etiopiană și sub arbitrajul ONU și OUA. Ambele țări au recunoscut verdictul tribunalului internațional, dar Etiopia încă nu l-a pus în practică.
În mai 2005 au avut loc noi alegeri generale, cu o opoziție bine organizată. După o numărătoare disputată, guvernul lui Meles Zenawi s-a declarat câștigător și a inițiat o persecutare masivă, chiar două masacre în capitală.

## Politică
Articol principal: Politica Etiopiei
Funcționarea instituțiilor etiopiene este codificată în textul constituțional aprobat în decembrie 1994 și care a intrat în aplicare pe 22 august 1995.
Sistemul parlamentar instituit atunci este format din două camere ale puterii legislative.
- Camera Reprezentanților poporului: compusă din 549 deputați aleși prin vot universal direct la fiecare cinci ani. Aceasta are competență în materie legislativă, fiscală și bugetară.
- Camera Federației: compusă de 108 membri aleși prin vot universal indirect de către reprezentanții regiunilor. Are rol de control constituțional.

Puterea executivă are mai multe competențe. Este împărțită în două poluri cu rol diferit:
- Șeful statului, Președintele Republicii, este o funcție onorifică. Ales pentru șase ani de Camera deputaților, președintele nu exercită nici o putere de fapt. Postul este ocupat de Taye Atske Selassie aleasă la 7 octombrie 2024.
- Primul ministru conduce de fapt țara. Ales de către partidul majoritar în Camera deputaților, acesta este numit pe un mandat cincinal, putând să fie reales o singură dată.

Puterea judiciară se sprijină pe Curtea supremă federală, separată de către constituție de puterea legislativă și executivă.

### Drepturile omului
În ultimele decenii, în Etiopia drepturile omului sunt încălcate în mod repetat, iar protestatarii împotriva regimului sunt încarcerați sau omorâți.

## Organizarea administrativă
Articol principal: Organizarea administrativă a Etiopiei

Organizarea administrativă a Etiopiei

Înainte de 1996, Etiopia a fost împărțită în 13 provincii, multe derivate din regiuni istorice. Etiopia are acum un sistem de guvernare pe trei niveluri, constând dintr-un guvern federal ce supraveghează statele etnice regionale, zonele, districtele (woredas), și cartierele (kebele).
Din anul 1996, Etiopia este a fost împărțită în nouă state regionale etnice și autonome politic (kililoch, kilil singular) și două orașe state (astedader akababiwoch, singular astedader akababi), acestea din urmă sunt Addis Abeba și Dire Dawa (subdiviziunile 1 și 5 de pe hartă). Kililoch sunt împărțite în 68 de zone și mai departe în 550 de woredas și în mai multe woredas speciale.
Constituția atribuie puteri ample pentru state, fiecare putând stabili propriul guvern în conformitate cu constituția federală. Fiecare regiune are la conducere un consiliu regional în care membrii sunt aleși în mod direct să reprezinte districtele. Acest Consiliu are putere legislativă și executivă pentru a conduce afacerile interne ale statelor. Articolul 39 din Constituția Etiopiei oferă în continuare în fiecare stat dreptul de a se separa de Etiopia. Consiliile pun în aplicare mandatul lor printr-un comitet executiv și prin birourile regionale sectoriale.
| Drapel | Nume                                                   | Populație  | Suprafață (km2) | Capitala    | Harta |
| ------ | ------------------------------------------------------ | ---------- | --------------- | ----------- | ----- |
|        | Addis Ababa                                            | 3,384,569  | 527             | Addis Ababa |       |
|        | Statul Afar                                            | 1,152,300  | 72,051          | Semera      |       |
|        | Statul Amhara                                          | 21,134,988 | 154,709         | Bahir Dar   |       |
|        | Statul Benishangul-Gumuz                               | 1,127,001  | 50,699          | Asosa       |       |
|        | Dire Dawa                                              | 493,000    | 1,559           | Dire Dawa   |       |
|        | Statul Gambela                                         | 435,999    | 29,783          | Gambela     |       |
|        | Statul Harari                                          | 246,000    | 334             | Harar       |       |
|        | Statul Oromia                                          | 35,467,001 | 284,538         | Addis Ababa |       |
|        | Statul Sidama                                          | ~4,200,000 | ~12,000         | Hawassa     |       |
|        | Statul Somali                                          | 11,748,998 | 279,252         | Jijiga      |       |
|        | Statul Popoarelor din Sud-Vestul Etiopiei              | ~2,300,000 | ~39,400         | Bonga       |       |
|        | Statul Popoarele, Naționalitățile și Națiunile din Sud | ~9,126,000 | ~54,400         | Hawassa     |       |
|        | Statul Tigray                                          | 7,070,260  | 50,079          | Mek'ele     |       |

## Geografie
Articol principal: Geografia Etiopiei
Cu 1.127.127 km², Etiopia este a 27 țară ca suprafață. Cea mai mare parte din Etiopia este in Cornul Africii, care este partea cea mai estica a continentului. La vest are frontieră cu Sudanul, la nord cu Djibouti și Eritreea, la est cu Somalia și la sud cu Kenya. Marea Vale a Riftului traversează țara din nord-est la sud-vest, creând o zonă de depresiune care este bazinul hidrologic a mai multor lacuri.
În ansamblu iese în evidență Etiopia la vest, masivul Harar la est și podișul somalez spre extremul orient. Rețeaua hidrografică a Etiopiei cuprinde Nilul Albastru, Awash, Webbe Shibeli și Genale. Lacul cel mai important este Lacul Tana, vărsarea acestui lac formează Nilul Albastru.

## Economie
Articol principal: Economia Etiopiei
Economia Etiopiei este bazată pe agricultură care absoarbe 45% din PIB, 90% din exporturi și 80% din mâna de lucru. Produsul principal este cafeaua, destinată aproape toată exportului și din care trăiesc direct sau indirect 25 % din populație. Acest înalt volum, unit schimbărilor bruște de preț la cafea pe piețele internaționale, fac ca balanța să fie foarte vulnerabilă.
Fenomenele de secetă, agravate în decada anilor 80 din sec-XX, a convertit mari extensiuni de teren cultivat în zone aride sau semiaride, în parte datorită condițiilor climatice sau datorită defrișării arborilor pentru lemn. Deplasările de populație datorită multiplelor războaie cu Eritreea, au favorizat așezările în zone cu mică capacitate agricolă, cea ce a provocat foamete și degradarea solului. În actualitate după semnarea păcii cu Eritreea, numărul de persoane dependente de ajutor exterior pentru supraviețuire s-a redus de la 4,5 milioane la 2,7 milioane în 2003.
Etiopia are rezerve de aur, tantal, cât și marmură, potasiu, minereu de fier și gaz natural. Exploatările gazului au suferit întreruperi datorită multiplelor conflicte belice din 2002.
Înaltul nivel de dependență a sectorului energetic (petrolul) și ridicatele cheltuieli militare, mențin economia într-un stadiu precar, în plus prezintă mari diferențe de la o regiune la alta. Tensionata relație cu Eritreea împiedică folosirea porturilor Assab și Massawa, lăsând doar portul din Djibouti  pentru ieșirea la mare pentru produsele etiopiene.
În actualitate se dezvoltă un plan economic bazat în mărirea sectorului energiei electrice, exploatarea gazului natural, recuperarea zonelor agricole și diversificarea activităților economice, într-o economie încă centralizată și care depinde de sectorul public și de ajutorul internațional.
În perioada 2003-2005 economia etiopiană a crescut cu peste 10%, totuși creșterea nu a fost egală în toate regiunile. În perimetru capitalei a crescut 13% consecutiv în doi ani, statele din sud și vest au crescut 8%, statele din est cu mai puțină intensitate și cele din nord nu au reușit să crească, datorită tensiunilor geopolitice cu Sudan și Eritreea. Se poate spune că s-a îmbunătățit balanța comercială, sprijinită de exporturile spre Egipt.

## Demografie
Articol principal: Demografia Etiopiei
- 1984- 39.868.501 locuitori
- 1994- 53.707.726 locuitori
- 2006- 72.238.014 locuitori

În anul 2007, Etiopia avea o populație de 75.500.000 locuitori. Speranța de viață este de 49 ani. Media de copii pentru fiecare femeie este de 5,1, una dintre cele mai inalte din lume, ceea ce va provoca grave probleme economice și ambientale. 42,7% din populație este alfabetizată. Se estimează că 4,4% din populație este infectată cu virusul HIV (SIDA).

## Religie
Potrivit unui nou recensământ din 1994, creștinii reprezintă 61,6% din populația țării, 32,8 % musulmani, iar religiile tradiționale africane 5,6 %. Acest lucru este în acord cu actualizarea CIA World Factbook, care consideră creștinismul drept religia care se practică cel mai mult în Etiopia. Dar în SUA, Departamentul de Stat are cifre contradictorii, așezând islamul la egalitate sau cu o ușoară majoritate. În acest sens există necesitatea de a revizui cifrele (45-50% suniți, 40% ortodocși, 5% protestanți și restul religii tradiționale).

## Cultură
Articol principal: Cultura Etiopiei

### Patrimoniu
Între 1978-2011 pe lista patrimoniului mondial UNESCO au fost incluse 9 obiective culturale sau naturale din Etiopia.